# Anya Taylor-Joy
Anya Taylor-Joy, née le 16 avril 1996 à Miami, en Floride, aux États-Unis, est une actrice britannico-américaine.
Elle est révélée à l'âge de dix-neuf ans pour son rôle dans le film d'horreur The Witch (2015) de Robert Eggers. Sa notoriété s'accroît avec d'autres longs-métrages dans ce genre comme Split (2016) et Glass (2019) de M. Night Shyamalan ou Last Night in Soho (2020) d'Edgar Wright.
Étoile montante au début des années 2020, elle apparaît également dans plusieurs séries à succès : Miniaturiste (2017), Peaky Blinders (2019-2022) et enfin la mini-série Le Jeu de la dame (2020) qui lui permet de remporter le Golden Globe de la meilleure actrice dans une mini-série ou un téléfilm. Elle est également lauréate du Trophée Chopard lors du Festival de Cannes 2017.

## Biographie

### Jeunesse
Anya Josephine Marie Taylor-Joy est née le 16 avril 1996 à Miami (Floride, États-Unis), est la plus jeune de six enfants. Sa mère, Jennifer Marina Joy, née en Zambie, d'ascendances espagnole et anglaise, est psychologue,,,. Son père, Dennis Alan Taylor, né à Buenos Aires, d'ascendances argentine et écossaise, est un ancien banquier international reconverti dans le motonautisme,,. La famille déménage en Argentine alors qu'Anya Taylor-Joy n'est encore qu'un bébé, puis part s'installer à Londres quand elle a six ans. Elle a du mal à se faire à sa nouvelle vie en Angleterre et s'obstine à ne parler qu'en espagnol, pensant que cela ne laisserait pas d'autre choix à sa famille que de retourner en Argentine, et ce n'est qu'à l'âge de huit ans qu'elle se décide à apprendre l'anglais. Son parcours scolaire débute à l'école préparatoire Hill House à Kensington et se poursuit à la Queen's Gate School.
Elle pratique le ballet qui lui permet d'extérioriser son énergie. À quatorze ans, en raison du harcèlement scolaire qu'elle subit, Anya Taylor-Joy utilise ses économies pour partir s'installer à New York et suivre des cours de comédie. Revenue à Londres trois ans plus tard, à l'âge de dix-sept ans, elle est repérée en pleine rue par Sarah Doukas de l'agence de mannequins Storm Model Management qui la recrute. C'est lors d'une séance de photos avec des acteurs de la série télévisée Downton Abbey qu'elle parle de sa volonté d'être actrice avec le comédien Allen Leech qui l'oriente vers son agent artistique.

### Carrière

#### Débuts et révélation (2014-2019)

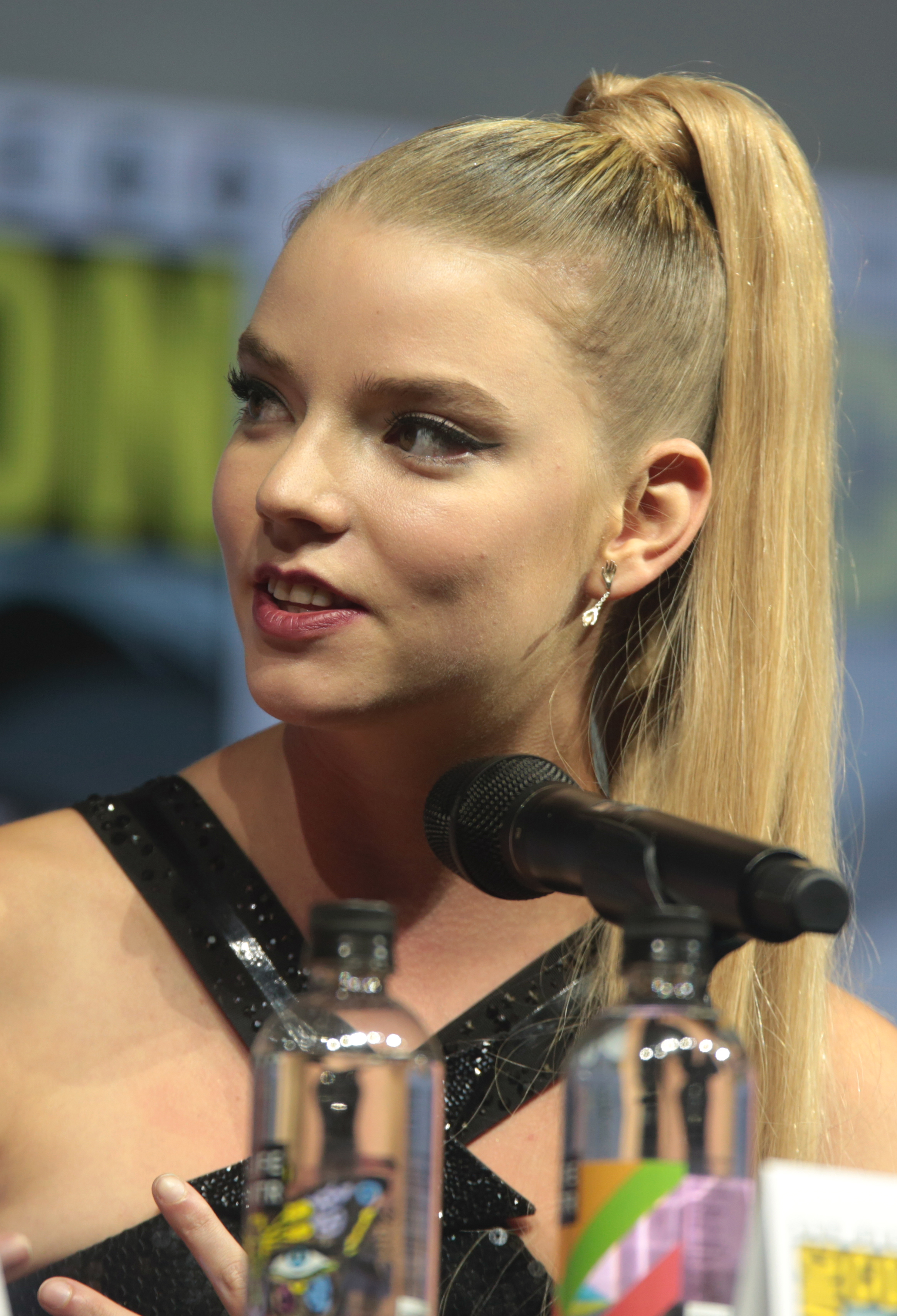
Anya Taylor-Joy à la Comic-Con International de San Diego (Californie) en 2018.

Après une audition infructueuse pour le rôle de Maléfique jeune qui échoit finalement à Ella Purnell dans le film Maléfique, Anya Taylor-Joy débute sur les plateaux de tournage avec un rôle très bref dans la comédie d'horreur Vampire Academy (2014), mais la scène où elle joue est coupée au montage. La même année, c'est finalement à la télévision qu'elle apparaît pour la première fois à l'écran. Aperçue d'abord dans un épisode de la série policière Les Enquêtes de Morse, puis dans le téléfilm Le Clan des Vikings, elle décroche un rôle récurrent dans cinq épisodes de la deuxième saison de la série fantastique Atlantis.
En 2015, elle joue le personnage principal du film d'horreur réalisé par Robert Eggers, The Witch, qui reçoit un excellent accueil critique et révèle Anya Taylor-Joy. L'actrice reçoit en effet plusieurs nominations et récompenses pour son rôle, notamment le prix de la meilleure révélation (Breakthrough actor) lors de la 26e cérémonie des Gotham Independent Film Awards, et l'Empire Awards du meilleur espoir féminin.
En 2016, elle poursuit au cinéma avec le rôle titre du film de science-fiction Morgane, puis la biographie Barry qui relate la jeunesse de Barack Obama.
En 2017, elle est nommée pour le Rising Star Award lors des BAFTA Awards, puis reçoit le Trophée Chopard au festival de Cannes. À l'écran, elle incarne Casey Cooke, une adolescente victime d'un ravisseur aux multiples personnalités dans le thriller Split, réalisé par M. Night Shyamalan, un rôle marquant qui lui apporte davantage de notoriété. Elle enchaîne avec la chronique initiatique Pur-sang, dont elle partage l'affiche avec Olivia Cooke, et avec le film d'horreur espagnol Le Secret des Marrowbone, écrit et réalisé par Sergio G. Sánchez. Avec le rôle de Petronella Oortman, elle est tête d'affiche de la mini-série historique Miniaturiste, adaptation du roman éponyme de Jessie Burton, qui est diffusée en décembre 2017 sur la chaîne britannique BBC One.
En 2019, elle reprend le rôle de Casey Cooke dans la superproduction Glass, concluant la trilogie amorcée par M. Night Shyamalan en 2000 par le thriller fantastique Incassable et dont Split était une suite cachée. Pour l'occasion, elle seconde un trio de stars : Samuel L. Jackson, James McAvoy et Bruce Willis. Elle interprète Irène Joliot-Curie dans Radioactive, biopic de Marjane Satrapi consacré à Marie Curie (jouée par Rosamund Pike), puis elle apparaît dans Playmobil, le film. Sur le petit écran, elle rejoint le casting de la série télévisée Peaky Blinders avec le rôle récurrent de Gina Gray durant la saison 5 et double le personnage de Brea dans Dark Crystal : Le Temps de la résistance, de Louis Leterrier, la série préquelle du film de 1982, Dark Crystal.

#### Percée à Hollywood (depuis 2020)
En 2020, elle incarne Emma Woodhouse dans le premier film réalisé par la photographe américaine Autumn de Wilde, Emma., adaptation du roman homonyme de Jane Austen, et tient l'un des rôles principaux du film de super-héros horrifique Marvel Les Nouveaux Mutants, écrit et réalisé par Josh Boone. Elle est également à l'affiche du film Here Are the Young Men d'Eoin Macken, projeté en première mondiale au festival Galway Film Fleadh en juillet 2020.
La carrière de la comédienne prend un véritable tournant avec la mini-série Le Jeu de la dame, diffusée sur la plateforme Netflix à partir du 23 octobre 2020. Adaptation sérielle du roman du même titre de Walter Tevis, Anya Taylor-Joy y tient le rôle principal d'Elizabeth « Beth » Harmon, une jeune prodige des échecs, orpheline, qui apprend à jouer avec le concierge de son orphelinat. La série est plébiscitée par le public et acclamée par la critique qui souligne la performance de l'actrice qui, pour ce rôle, dut apprendre à jouer aux échecs,,.
En 2021, elle est nommée à plusieurs reprises pour ses rôles dans Emma et Le Jeu de la dame. Elle remporte avec ce dernier plusieurs récompenses dont le Golden Globe de la meilleure actrice dans une mini-série le 28 février 2021. Après ce succès qui l'impose parmi les nouveaux visages d'une génération d'acteurs, Anya Taylor-Joy est à l'affiche du film d'horreur Last Night in Soho du cinéaste britannique Edgar Wright, très en vogue à la suite du succès de son précédent film, Baby Driver (2016). Projet de longue date du cinéaste, c'est au départ pour elle qu'il écrit le rôle d'Eloïse qui sera finalement confié à sa partenaire à l'écran : Thomasin McKenzie. L'actrice endosse alors celui de Sandie, une chanteuse dans le Londres des années 1960. Ce changement fondamental s'explique par le fait qu'Edgar Wright ait trouvé dans le jeu et le physique de l'actrice une possibilité d'apporter une certaine douceur angélique au personnage de Sandie tout en y apportant une certaine complexité. Désireuse de repousser ses limites, l'actrice accepte avec une certaine appréhension le rôle. Durant la promotion du long métrage en Angleterre, elle confie avoir été très intimidée par ce à quoi l'engageait le film et comment elle allait « assumer » un personnage de cette ampleur. Pour les besoins du long métrage, elle mettra à disposition ses talents cachés de chanteuse en reprenant à son compte les chansons  Downtown et You're My World promues durant les sixties par les artistes Petula Clark et Cilla Black. Repoussé à plusieurs reprises en raison de la pandémie de coronavirus, Last Night in Soho fait l'ouverture de la Mostra de Venise, en 2021. La jeune comédienne s'y rend accompagnée de son metteur en scène et de ses partenaires de jeu : Thomasin McKenzie et Matt Smith. Si le film est bien accueilli en Italie, l'accueil est plus mitigé une fois sorti en salles, les critiques ayant du mal à trancher.
En octobre 2021, l'actrice est nommée ambassadrice monde de Dior pour la mode et la beauté. Fin 2021, elle retrouve l'ensemble de la distribution de la série Peaky Blinders pour finaliser le tournage de la dernière saison - alors mis en suspens à la suite du décès prématuré d'Helen McCrory. La saison est diffusée l'année suivante et connait un grand succès en Grande-Bretagne. Toutefois, la saga doit se conclure avec un film prévu en 2023.
L'année suivante, elle retrouve le réalisateur Robert Eggers qui lui avait offert son premier grand rôle au cinéma, pour l'épopée The Northman. Blockbuster historique, le film raconte l'histoire d'une vengeance se déroulant chez les Vikings au Xe siècle et qui inspira la pièce Hamlet du dramaturge William Shakespeare. Elle y tient un second rôle face à Alexander Skarsgård, Nicole Kidman et la chanteuse islandaise Björk qui viennent compléter le reste de la distribution. Une troisième collaboration avec le metteur en scène était prévue avec un remake de Nosferatu le vampire, mais l'actrice a dû renoncer au projet à cause d'un problème d'emploi du temps. C'est alors l'actrice franco-américaine Lily-Rose Depp qui la remplace au pied levé. Elle joue ensuite dans deux films de la 20th Century Studios, une filiale de Disney : d'abord, la comédie Amsterdam centrée sur la prohibition aux États-Unis avec David O. Russell derrière la caméra et Christian Bale, Margot Robbie et John David Washington dans les rôles principaux ; ensuite, Le Menu de Mark Mylod où elle incarne le rôle féminin principal. Dans cette comédie noire, elle joue une jeune femme qui se rend avec son fiancé, campé par Nicholas Hoult, à un dîner dans un grand restaurant dirigé par un chef sadique joué par Ralph Fiennes. Elle reprend ainsi un rôle à l'origine pensé pour l'actrice Emma Stone qui a dû se désister au dernier moment à la suite de sa maternité. Sorties à quelques mois d'écart en salles, ces deux productions ne connaissent pas le même succès. Amsterdam recevra dans l'ensemble des critiques assez mitigées avec une moyenne de 33% sur 62 critiques sur l'indicateur Rotten Tomatoes, mais se révèlera néanmoins rentable commercialement. En revanche, Le Menu recevra des critiques très positives avec une moyenne de 89% sur Rotten Tomatoes, mais peinera à réunir le public en salles aux États-Unis. Anya Taylor-Joy reçoit de nombreux éloges pour sa prestation. Le magazine français Écran Large écrit à propos de son interprétation : « Anya Taylor-Joy, égale à elle-même, c'est-à-dire merveilleuse » saluant par la même occasion son duo avec Ralph Fiennes.
En 2023, elle prête sa voix au personnage de Princesse Peach dans le film d'animation intitulé Super Mario Bros. Le Film. C'est la deuxième fois que la franchise de jeux vidéos Super Mario a droit à une adaptation cinéma, mais la première fois en version film d'animation (une adaptation en prises de vue réelles avait pu voir le jour en 1993). La distribution vocale comprend notamment Chris Pratt, Keegan-Michael Key ou encore Seth Rogen.
En 2024, elle apparaît dans le rôle d'Alia Atréides dans Dune, deuxième partie, adaptation cinématographique par Denis Villeneuve du roman de science-fiction Dune de Frank Herbert, et suite de Dune, première partie sorti en 2021 et également réalisé par Denis Villeneuve. La présence d'Anya Taylor-Joy dans le film n'a été révélée que lors d'une avant-première à Londres le 15 février 2024, soit deux semaines avant la sortie en salles.

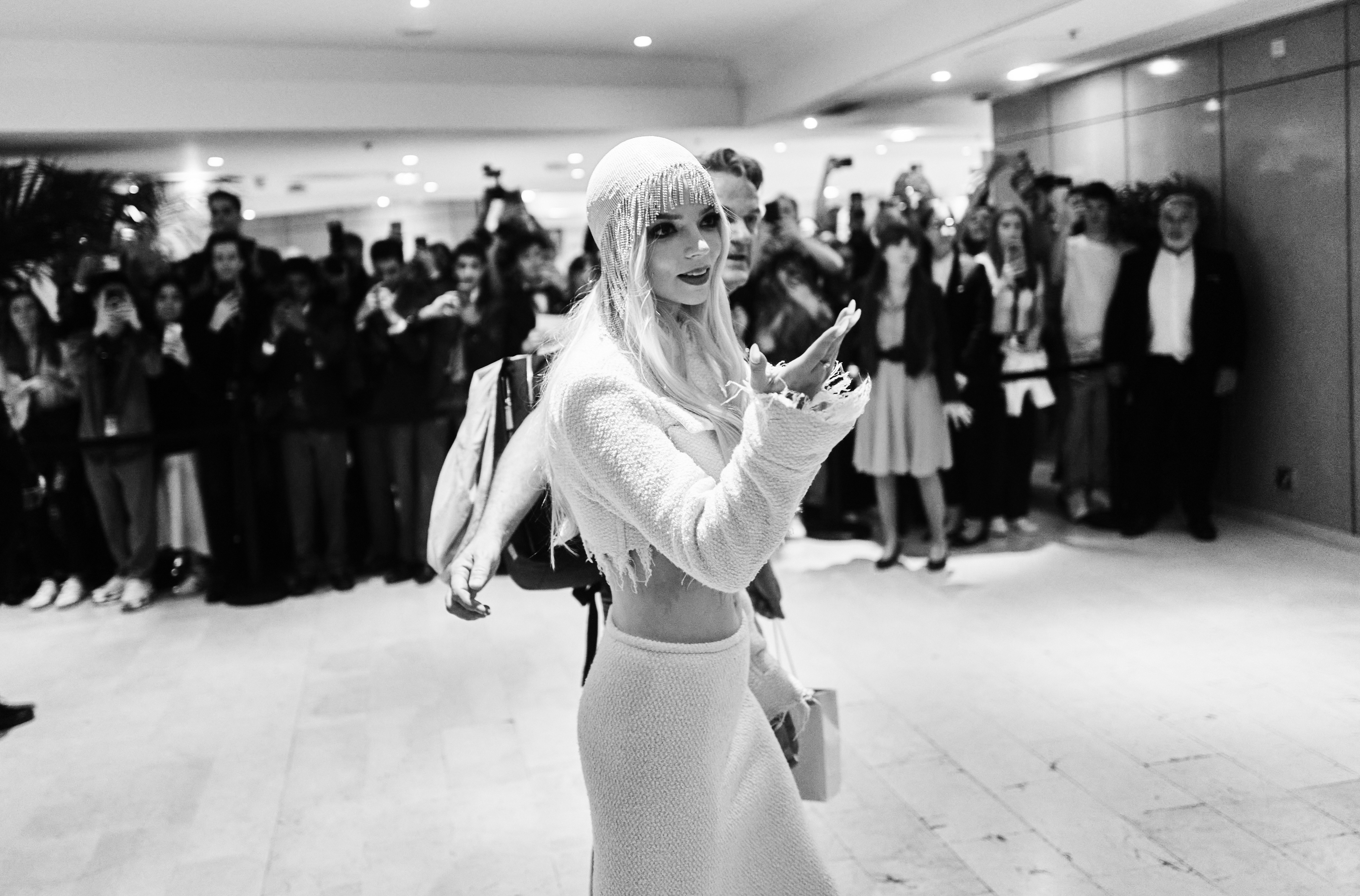
Anya Taylor-Joy au Festival de Cannes 2024.

Elle reprend le rôle de Furiosa incarnée auparavant par Charlize Theron dans la préquelle de Mad Max: Fury Road. Intitulée Furiosa : Une saga Mad Max, sa sortie, tout d'abord prévue le 23 juin 2023, est repoussée au 24 mai 2024. Pour ce film, Anya Taylor-Joy y réalise de nombreuses cascades, notamment en voiture. Ne possédant pas de permis de conduire, elle a dû suivre pendant quelques mois des leçons de conduite pour apprendre à diriger une voiture.

#### Projets
Elle aura pour partenaires de jeu Miles Teller et Sigourney Weaver dans The Gorge de Scott Derrickson, décrit à la fois comme une comédie romantique et un mélange des genres. Dans Sacrifice de Romain Gavras, où il sera question d'un gala de charité qui tourne au massacre, elle côtoiera Salma Hayek, Chris Evans et Brendan Fraser.
Le projet d'une adaptation cinématographique du roman de Vladimir Nabokov, Rire dans la nuit, sous le titre Laughter in the Dark par le réalisateur Scott Frank (Le Jeu de la dame), avec Anya Taylor-Joy dans le rôle principal, a été annoncé en décembre 2020. En revanche, la présence de l'actrice dans le nouveau film de Pedro Almodovar, The Room Next Door, semble avoir été annoncée par erreur.

### Vie privée

#### Vie sentimentale
En 2021, Taylor-Joy a entamé une relation avec le musicien américain Malcolm McRae, leader du groupe de rock More. Ils se sont mariés lors d'une cérémonie privée le 1er avril 2022 à la Nouvelle-Orléans. Ils ont organisé une deuxième cérémonie le dernier week-end de septembre 2023 au Palazzo Pisani Moretta à Venise, en Italie.

#### Autres
Dans une vidéo réalisée pour le magazine de mode américain InStyle en septembre 2021, l'actrice dit posséder un passeport américain, un autre britannique et la résidence argentine,.

## Filmographie

### Cinéma

#### Années 2010
- 2014 : Vampire Academy de Mark Waters : une nourrisseuse (scène coupée — non créditée)
- 2015 : The Witch de Robert Eggers : Thomasin
- 2016 : Morgane (Morgan) de Luke Scott : Morgane
- 2016 : Barry de Vikram Gandhi : Charlotte Baughman
- 2016 : Split de M. Night Shyamalan : Casey Cooke
- 2017 : Le Secret des Marrowbone (El secreto de Marrowbone) de Sergio G. Sánchez : Allie
- 2017 : Pur-sang (Thoroughbreds) de Cory Finley : Lily Reynolds
- 2019 : Glass de M. Night Shyamalan : Casey Cooke
- 2019 : Love, Antosha (en) (documentaire) de Garret Price : elle-même
- 2019 : Playmobil, le film (Playmobil: The Movie) de Lino DiSalvo : Marla Brenner
- 2019 : Radioactive de Marjane Satrapi : Irène Curie à 18 ans

#### Années 2020
- 2020 : Emma. d'Autumn de Wilde : Emma Woodhouse
- 2020 : Here Are the Young Men d'Eoin Macken : Jen
- 2020 : Les Nouveaux Mutants (The New Mutants) de Josh Boone : Illyana Rasputin / Magik
- 2021 : Last Night in Soho d'Edgar Wright : Sandie
- 2022 : The Northman de Robert Eggers : Olga
- 2022 : Amsterdam de David O. Russell : Libby Voze
- 2022 : Le Menu (The Menu) de Mark Mylod : Margot Mills / Erin
- 2023 : Super Mario Bros. le film d'Aaron Horvath et Michael Jelenic : Princesse Peach (voix)
- 2024 : Dune, deuxième partie (Dune: Part Two) de Denis Villeneuve : Alia Atréides
- 2024 : Furiosa : Une saga Mad Max (Furiosa: A Mad Max Saga) de George Miller : Furiosa
- 2025 : The Gorge de Scott Derrickson : Drasa
- 2025 : Sacrifice de Romain Gavras : Joan

### Court métrage
- 2018 : Crossmaglen de Beau Ferris : Ana

### Télévision

#### Téléfilms
- 2015 : Le Clan des Vikings (Viking Quest) de Todor Chapkanov : Mani
- 2021 : Le Jeu de la dame : Les Coulisses (Creating The Queen's Gambit) (documentaire) : elle-même

#### Séries télévisées
- 2014 : Les Enquêtes de Morse : Philippa Collins-Davidson (saison 2, épisode 2 : Nocturne)
- 2015 : Atlantis : Cassandra (rôle récurrent, saison 2)
- 2017 : Miniaturiste : Petronella « Nella » Brandt (rôle principal, mini-série)
- 2019 - 2022 : Peaky Blinders : Gina Gray (saisons 5 et 6)
- 2019 : Dark Crystal : Le Temps de la résistance : Brea (voix - rôle principal)
- 2020 : Le Jeu de la dame : Elizabeth « Beth » Harmon (rôle principal, mini-série)
- TBA : Lucky : Lucky (rôle principal, mini-série)

### Clips vidéos
- 2015 : Red Lips (Skrillex Remix) de GTA featuring Sam Bruno, réalisé par Grant Singer
- 2019 : Dinner and Diatribes de Hozier, réalisé par Anthony Byrne

## Chansons
Anya Taylor-Joy a enregistré plusieurs chansons pour des films où elle joue.
Ainsi, elle interprète So Much World pour Playmobil, le film. Pour les besoins de Last Night in Soho, elle reprend deux chansons sorties dans les années 1960 : Downtown de Petula Clark dans trois versions (Downtempo, sur un rythme lent, Uptempo, sur un rythme rapide, et a cappella, les deux premières faisant l'objet d'un single) et You're My World, popularisée par Cilla Black,.

## Distinctions
Sauf indication contraire, les informations mentionnées dans cette section peuvent être confirmées par la base de données cinématographiques IMDb,  présente dans la section « Liens externes ».

### Récompenses
- Gotham Film Awards 2016: meilleure révélation pour The Witch
- Phoenix Film Critics Society Awards 2016 : meilleure révélation pour The Witch
- BloodGuts UK Horror Awards 2016 : meilleure actrice pour The Witch et lauréate du Rising Star of Horror Award
- Fright Meter Awards 2016 : meilleure actrice pour The Witch
- New Mexico Film Critics Awards 2016 : meilleure jeune actrice pour The Witch
- Empire Awards 2017 : meilleur espoir féminin pour The Witch
- Fangoria Chainsaw Awards 2017 : meilleure actrice pour The Witch
- Festival de Cannes 2017 : lauréate du Trophée Chopard
- Seattle Film Critics Awards 2017 : meilleure jeune actrice pour The Witch
- Pena de Prata 2020 : meilleure actrice dans une mini-série, anthologie ou programme spécial pour Le Jeu de la dame
- AACTA International Awards 2021 : meilleure actrice dans une série télévisée dramatique pour Le Jeu de la dame
- Hollywood Critics Association Awards 2021 : meilleure actrice dans un téléfilm, mini-série ou anthologie pour Le Jeu de la dame
- Imagen Awards 2021 : meilleure actrice dans un rôle dramatique à la télévision pour Le Jeu de la dame
- Screen Actors Guild Awards 2021 : meilleure actrice dans une mini-série ou un téléfilm pour Le Jeu de la dame
- Golden Globes 2021 : meilleure actrice dans une mini-série ou un téléfilm pour Le Jeu de la dame
- Critics' Choice Television Awards 2021 : meilleure actrice dans une mini-série ou un téléfilm pour Le Jeu de la dame
- New Mexico Film Critics Awards 2021 : meilleure actrice dans un second rôle pour Last Night in Soho
- Online Film & Television Association Awards 2021 : meilleure actrice dans un film ou une mini-série pour Le Jeu de la dame

### Nominations
- Austin Film Critics Association Awards 2016 : meilleure révélation pour The Witch
- Indiana Film Journalists Association Awards 2016 : révélation de l'année pour The Witch
- IGN Summer Movie Awards 2016 : meilleure actrice dans un film pour The Witch
- International Online Cinema Awards 2016 : Halfway Award de la meilleure actrice pour The Witch
- London Film Critics Circle Awards 2016 : jeune actrice britannique de l'année
- San Diego Film Critics Society Awards 2016 : meilleure révélation pour The Witch
- Washington DC Area Film Critics Association Awards 2016 : meilleur espoir pour The Witch
- British Academy Film Awards 2017 : EE Rising Star Award
- Central Ohio Film Critics Association Awards 2017 : artiste le plus prometteur pour ses rôles dans The Witch, Morgane et Barry
- Gold Derby Awards 2017 : meilleur espoir
- Online Film & Television Association Awards 2017 : meilleure révélation féminine pour The Witch
- Saturn Awards 2017 : meilleure jeune actrice pour The Witch
- BAM Awards 2018 : meilleure actrice dans un second rôle pour Pur-sang
- Indiana Film Journalists Association Awards 2018 : meilleure distribution pour Pur-sang (partagée avec Olivia Cooke, Anton Yelchin, Paul Sparks et Francie Swift)
- International Online Cinema Awards 2018 : Halfway de la meilleure actrice pour Pur-sang
- London Film Critics Circle Awards 2019 : jeune actrice britannique de l'année
- Hollywood Critics Association - Midseason Awards 2020 : meilleure actrice pour Emma.
- Indiana Film Journalists Association Awards 2020 : meilleure actrice pour Emma.
- IGN Summer Movie Awards 2020 : meilleure prestation pour Le Jeu de la dame
- Días de Cine Awards 2021 : meilleure actrice étrangère pour Emma. et Les Nouveaux Mutants (5e place)
- Dorian Awards 2021 : 
  - Meilleure interprétation à la télé pour Le Jeu de la dame
  - Meilleure prestation musicale à la télévision pour  Pride Month Song dans Saturday Night Live (partagée avec Punkie Johnson (en), Lil Nas X, Kate McKinnon et Bowen Yang
- Gold Derby Awards 2021 :
  - Interprète de l'année
  - Meilleure actrice dans un téléfilm ou mini-série pour Le Jeu de la dame
  - Meilleure actrice invitée pour Saturday Night Live
- International Online Cinema Awards 2021 : meilleure actrice pour Le Jeu de la dame
- MTV Movie & TV Awards 2021 : meilleure prestation dans une série télévisée pour Le Jeu de la dame
- Primetime Emmy awards 2021 : meilleure actrice principale dans une mini-série, une série d'anthologie ou un film pour Le Jeu de la dame
- Golden Globes 2021 : Meilleure actrice dans une comédie ou une comédie musicale pour Emma
- Satellite Awards 2021 :
  - Meilleure actrice dans un film musical ou une comédie pour Emma
  - Meilleure actrice dans une mini-série ou un téléfilm pour Le Jeu de la dame
- Television Critics Association Awards 2021 : meilleure interprétation dans une série télévisée dramatique pour Le Jeu de la dame
- Critics' Choice Super Awards 2022 : meilleure actrice pour Last Night in Soho
- Fangoria Chainsaw Awards 2022 : meilleure actrice pour Last Night in Soho
- Hollywood Critics Association Midseason Awards 2022 : meilleure actrice dans un second rôle pour The Northman
- Golden Globes 2023 : Meilleure actrice dans un film musical ou une comédie pour Le Menu
- Colombus Film Critics Association 2023 : actrice de l'année pour ses rôles dans Amsterdam, Le Menu, The Northman
- Hawaii Film Critics Society 2023 : meilleure actrice pour Le Menu
- Saturn Awards 2023 : meilleure actrice pour Le Menu

## Voix francophones
En version française, Anya Taylor-Joy n'a pas de voix régulière. Toutefois, Lutèce Ragueneau (dans Split,, Glass,, Dune, deuxième partie et Furiosa), Zina Khakhoulia (dans Peaky Blinders, Les Nouveaux Mutants et Amsterdam) et Audrey Sourdive (dans Last Night in Soho, The Northman et Super Mario Bros. le film) l'ont doublée à quatre reprises pour la première et trois fois pour les dernières. En parallèle, Fanny Bloc (dans Morgane et Le Menu) et Diane Kristanek (dans Le Jeu de la dame et The Gorge) lui ont prêté sa voix à deux occasions.
À titre exceptionnel, elle est doublée par les actrices suivantes : Claire Tefnin dans The Witch, Claire Baradat dans Barry, Rebecca Benhamour dans Le Secret des Marrowbone, Margaux Maillet dans Playmobil, le film, Léopoldine Serre dans Radioactive.
En version québécoise, Alice Pascual est la voix régulière de l'actrice. Elle la double notamment dans Emma, Glass, Last Night in Soho, Split et The Northman. À titre exceptionnel, Eloisa Cervantes la double dans Pur-sang et Dominique Laniel dans Les Nouveaux Mutants.